# Ocotea sambiranensis
Ocotea sambiranensis är en lagerväxtart som beskrevs av H. van der Werff. Ocotea sambiranensis ingår i släktet Ocotea och familjen lagerväxter. Inga underarter finns listade i Catalogue of Life.